# Slow Down (Larry-Williams-Lied)
Slow Down (englisch sinngemäß für: Mach langsam) ist ein Lied von Larry Williams, das 1958 als B-Seite der Single Dizzy Miss Lizzy veröffentlicht wurde. Komponiert wurde es ebenfalls von Larry Williams.
In 1964 wurde Slow Down von der britischen Band The Beatles auf ihrer EP Long Tall Sally veröffentlicht.

## Hintergrund
Slow Down wurde als Eigenkomposition von Larry Williams, als B-Seite für seine Single aufgenommen. Die A-Seite ist Dizzy Miss Lizzy.
Die A-Seite der Single erreichte Platz 69 der US-amerikanischen Charts.
Ursprünglich nahmen die Beatles Slow Down für ihre EP Long Tall Sally auf, die vier bisher unveröffentlichten Lieder enthält, davon drei Fremdkompositionen. Die vier Lieder wurden während der Aufnahmen zum Album A Hard Day’s Night eingespielt.
Die US-amerikanischen Tonträgergesellschaft Capitol Records verwendete Slow Down für das US-amerikanische Album Something New und veröffentlichte die Single Matchbox / Slow Down . Die B-Seite Slow Down erreichte separat Platz 25 der US-amerikanischen Charts.
Slow Down gehörte zu Beginn ihrer Karriere zum Liverepertoire der Beatles. 
Die Beatles nahmen mit Bad Boy und Dizzy Miss Lizzy noch zwei weitere Williams-Komposition auf. Die drei Williams-Titel befinden sich auf dem Kompilationsalbum Rock ’n’ Roll Music.

## Aufnahme von Larry Williams
Slow Down wurde am 11. September 1957 im Master Recorders Studio in Hollywood, Los Angeles von Larry Williams eingespielt.
Besetzung:
- Larry Williams: Klavier, Gesang
- Earl Palmer: Schlagzeug
- René Hall: Leadgitarre
- Ted Brinson: Bass
- Plas Johnson: Saxofon
- Jewell Grant: Saxofon
- John E. Oliveri: Saxofon

## Aufnahme der Beatles
Slow Down wurde am 1. Juni 1964 in den Londoner Abbey Road Studios (Studio 2) mit dem Produzenten George Martin aufgenommen. Norman Smith war der Toningenieur der Aufnahmen. Die Band spielte sechs Takes ein, auf Take 3 nahm John Lennon seinen Gesang auf.
Am 1. Juni wurde auch Matchbox als Fremdkomposition eingespielt, die ebenfalls für die EP Long Tall Sally verwendet wurde. Als weiteres Lied wurde noch I’ll Cry Instead eingespielt.
Die Aufnahmen der drei Lieder dauerten zwischen 14:30 und 17:30 Uhr. Als viertes Lied wurde noch I’ll Be Back zwischen 19 und 22 Uhr aufgenommen.
Am 4. Juni spielte George Martin eine Klavierbegleitung für Slow Down ein.
Die Abmischung des Liedes erfolgte am 4. Juni 1964 in Mono und am 22. Juni 1964 in Stereo.
Obwohl Slow Down nur als B-Seite erschien, platzierte sich das Lied sieben Wochen lang in den US-amerikanischen Billboard Hot 100 und erreichte seine beste Platzierung mit Rang 25 am 10. Oktober 1964.
Besetzung:
- John Lennon: Rhythmusgitarre, Gesang
- Paul McCartney: Bass
- George Harrison: Leadgitarre,
- Ringo Starr: Schlagzeug
- George Martin: Klavier

## Veröffentlichungen
- Im März 1958 wurde die Single Dizzy Miss Lizzy / Slow Down von Larry Williams veröffentlicht.[3]
- Im Jahr 1985 erschien das Kompilationsalbum Dizzy Miss Lizzy von Williams, auf dem sich ebenfalls Slow Down befindet.[4]
- In Großbritannien erschien am 19. Juni 1964 die Beatles-EP Long Tall Sally, auf der Slow Down enthalten ist. In Deutschland erschien die EP erst im August 1964.
- In den USA wurde Slow Down auf dem dortigen fünften Beatles-Album Something New am 20. Juli 1964 veröffentlicht.
- Am 24. August 1964 wurde in den USA die Beatles-Single Matchbox / Slow Down veröffentlicht.
- Am 19. Oktober 1964 wurde in Deutschland die Beatles-Single Slow Down / I’m Happy Just to Dance with You (Katalognummer Odeon O 22 838) veröffentlicht.[5]
- In Großbritannien wurde die Stereoversion von Slow Down erstmals für das Beatles-Kompilationsalbum Rock ’n’ Roll Music, das am 7. Juni 1976 erschien, verwendet. Slow Down befindet sich auch auf den Kompilationsalben Rarities (12. Oktober 1979) und Past Masters (7. März 1988).
- Für BBC Radio nahmen die Beatles unter Livebedingungen eine weitere Fassung von Slow Down auf, die am 16. Juli 1963, im BBC Paris Theatre, London eingespielt wurde. Sie erschien am 28. November 1994 auf dem Album Live at the BBC.

## Weitere Coverversionen
- Gerry and the Pacemakers –  Gerry and the Pacemakers Second Album [6]
- The Jam – In the City [7]
- Die Toten Hosen – Learning English Lesson 3: Mersey Beat! [8]